# 마주르카
마주르카(영어: mazurka, 폴란드어: mazurek, 문화어: 마주르까)는 폴란드의 춤곡이다. 마주르(mazur)라고도 한다.

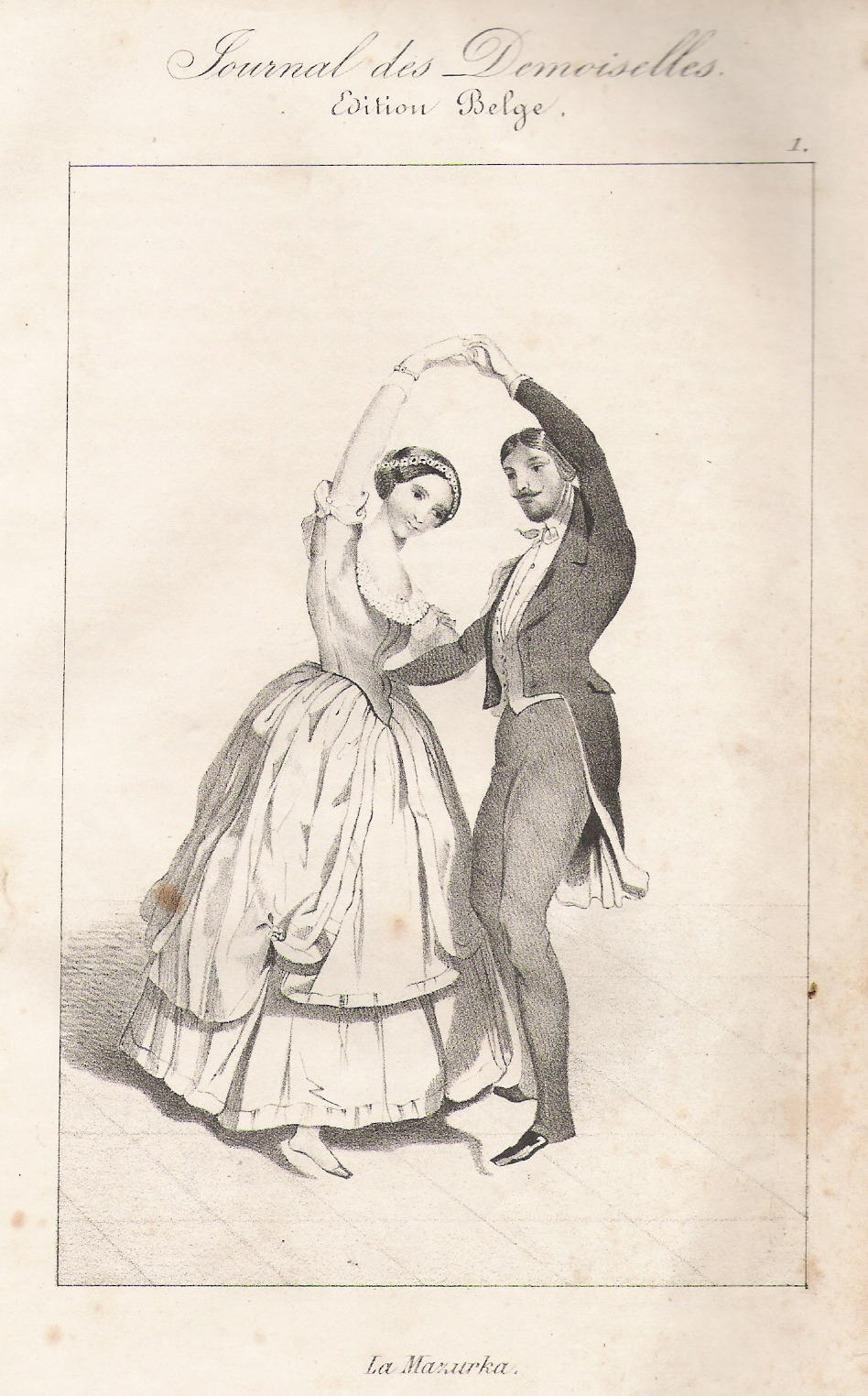

3박자의 폴란드 민속춤곡이다. 속도는 보통혹은 약간 빠르게이며, 2박째 또는 3박째에 종종 예리한 악센트가 붙는다. 프레데리크 쇼팽은 예술작품으로 58곡의 마주르카를 남겼다.

## 같이 보기
- 부레 (음악)
- 판당고
- 렌틀러
- 마주르카 (쇼팽)
- 왈츠

## 참고 문헌
- 이 문서에는 다음커뮤니케이션(현 카카오)에서 GFDL 또는 CC-SA 라이선스로 배포한 글로벌 세계대백과사전의 내용을 기초로 작성된 글이 포함되어 있습니다.